# 查尔斯·约克 (英国陆军军官)
查尔斯·约克爵士，GCB（英語：Charles Yorke，1790年12月7日—1880年11月20日）是英国陆军高级军官、英国陆军元帅。约克爵士随军参加了半岛战争和第七次反法同盟战争中的许多场战斗，并在滑铁卢战役中担任第3轻步兵旅旅长弗雷德里克·亚当少将的侍从官。拿破仑战争落幕后，约克在第八次科萨战争后期成为驻南非英军副司令。此后，约克担任分管人事的军事大臣，最终因其在该职位上的能力而晋升陆军元帅。

## 军旅生涯
查尔斯·约克是约翰·约克上校（Colonel John Yorke）和朱莉安娜·约克（Juliana Yorke，婚前姓多德）的儿子。约克于1808年1月22日被委任为第35（皇家萨塞克斯）步兵团的少尉军官。1808年2月18日，约克晋升中尉并被调到第52（牛津郡）轻步兵团，随军参加半岛战争。战争期间，约克参加了1808年8月的维梅鲁之战、1811年5月的富恩特斯德奥尼奥罗战役、1812年1月的罗德里戈城战役。在参与同年4月的巴达霍斯战役时，约克在战斗中负伤。康复后，他继续参加了同年7月的萨拉曼卡战役、1813年的维多利亚战役、比利牛斯山脉战役、尼维尔战役和尼夫战役。在1814年1月20日晋升上尉后，约克参加了同年2月的奥尔泰兹战役，在那里他再次负伤。
半岛战争结束后，约克随军参加第七次反法同盟战役，并在1815年6月的滑铁卢战役中担任第3轻步兵旅司令弗雷德里克·亚当少将（Frederick Adam）的侍从官。
约克于1817年8月7日抽调到第13（萨默塞特）轻步兵团，后于隔年7月2日回到第52轻步兵团。1825年6月9日，约克以独立连连长身份晋升少校。1826年11月30日，约克晋升中校，随之就任民兵训练检查官。1841年11月23日，约克晋升上校，并先后在科克和曼彻斯特担任助理军需官。1850年，他被派往南非，担任驻守该地的英军副司令，当时的司令是乔治·卡思卡特将军。担任副司令期间，约克参加了第八次科萨战争，主要负责保证后方安全和特兰斯凯部队的后勤支援。1851年11月11日，约克晋升少将。
约克于1854年5月成为军事大臣（最初从属于哈丁子爵，后来转移至剑桥公爵）。1856年2月5日，约克获得巴斯骑士指挥官勋章，并于1859年2月13日晋升中将。1860年6月，约克退出现役，同月29日，约克获得巴斯骑士大十字勋章，并被任命为1863年3月新成立的皇家委员会成员，负责印度民族起义之后印度本土军队和驻印英军的合并工作。1865年9月5日，约克晋升上将。此后，他于1875年4月被任命为伦敦塔总长。1877年6月2日，约克晋升陆军元帅。
除实际担任的军职外，约克还是惠灵顿公爵军团（Duke of Wellington's Regiment）的荣誉司令。后成为亲王直属步枪旅第2营的荣誉司令。约克于1880年11月20日在梅菲尔的南街去世，葬于肯萨尔格林公墓。

## 家庭

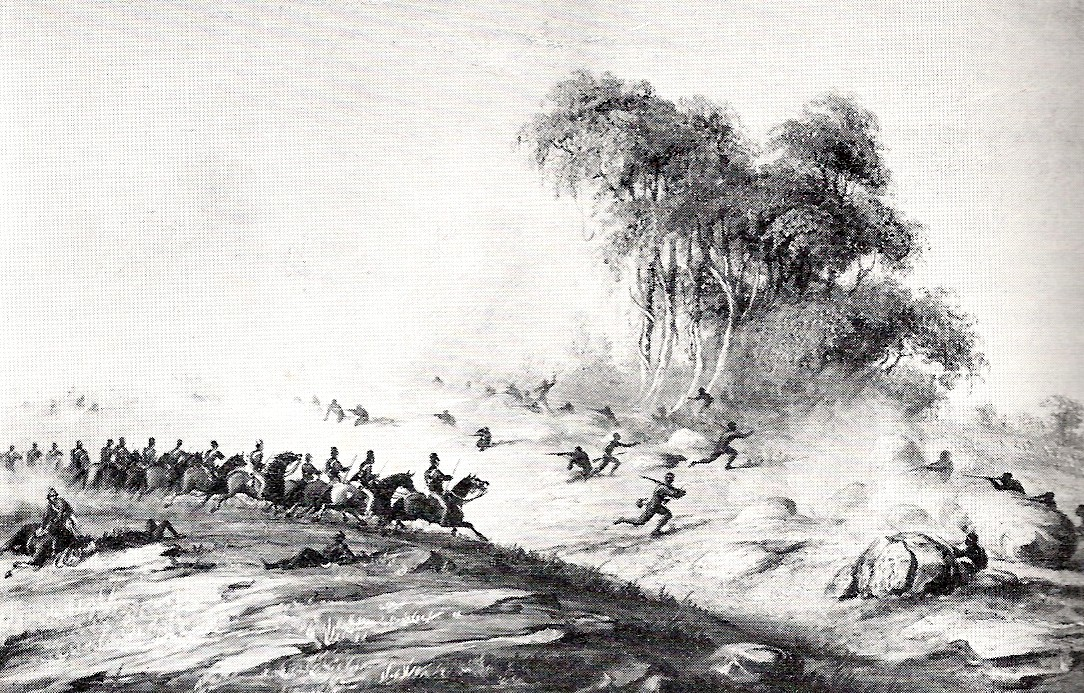
在第八次科萨战争期间，查尔斯·约克负责驻特兰斯凯部队的后方安全和后勤保障

约克终生未婚，也没有子嗣。

## 引注
1. ↑  .  線上版. 牛津大學出版社. 2004  [2013-12-07]. doi:10.1093/ref:odnb/30238. 需要订阅或英国公共图书馆会员资格
2. 1 2 3 4 5 6 7 8  Heathcote, p. 318
3. ↑  . 倫敦憲報. 1814-01-29.
4. ↑  . Evening Post. 1880-11-23  [2013-12-07]. （原始内容存档于2016-03-03）.
5. ↑  . 倫敦憲報. 1818-07-11.
6. ↑  . 倫敦憲報. 1825-06-25.
7. ↑  . 倫敦憲報. 1851-11-11.
8. ↑  . 倫敦憲報. 1856-07-15.
9. ↑  . 倫敦憲報. 1856-02-05.
10. ↑  . 倫敦憲報. 1859-02-18.
11. ↑  . 倫敦憲報. 1860-06-29.
12. ↑  . 倫敦憲報. 1860-06-29.
13. ↑  . 倫敦憲報. 1863-03-24.
14. ↑  . 倫敦憲報. 1865-09-22.
15. ↑  . 倫敦憲報. 1875-04-06.
16. ↑  . 倫敦憲報. 1877-06-02.
17. ↑  of Wellington's regimental website, Colonels of The Regiment 的存檔，存档日期2016-03-04.
18. ↑  . 倫敦憲報. 1855-10-12.
19. ↑  . 倫敦憲報. 1863-05-05.
20. ↑  .  線上版. 牛津大學出版社. 2004  [2013-12-07]. doi:10.1093/ref:odnb/30238. 需要订阅或英国公共图书馆会员资格